# Nendtvich Károly
Cserkúti Nendtvich Károly Miksa (Pécs, 1811. december 31. – Budapest, 1892. július 5.) a magyar kémikusok nesztora, műegyetemi tanár, az MTA tagja.

## Életpályája
Középiskoláit Pécsett és Késmárkon, az orvosi tudományokat pedig a pesti orvosi fakultáson végezte, ahol 1836-ban orvosdoktorrá avatták fel, később szemészetből és szülészetből is képesítést szerzett. Ezután 1840-ig az egyetemen a kémia és botanika tanársegéde lett, de főleg a kémiával foglalkozott. Hazánk kulturális fejlődésében Nendtvichnek nevezetes jelentőségű szerep jutott. Részt vett a magyar királyi természettudományi társulat megalakításában (1841. május 28.), amelynek választmányi tagja és a kémiai szaküléseknek elnöke volt. 1845-ben az Orvosok és Természetvizsgálók Vándorgyűlésén Pécsett 23 baranyai szenet ismertetett. Kossuth felszólítása folytán a kémiai ismeretek terjesztésére ő tartotta az első népszerű előadásokat a művelt közönségnek, és ő írta magyar nyelven az első technológiai kémiát is. Majd beutazta Németországot, Franciaországot, Belgiumot, Angliát, Amerikát. 1847-ben a József-ipartanodán, 1857-ben a József-műegyetemen a kémia tanára lett. 1848-ban a pesti egyetem tanára lett, majd egy évvel később kitették. Az 1873-1874. tanévben a műegyetem rektora is volt.
A Magyar Tudományos Akadémia 1845-ben levelező, 1858-ban pedig rendes tagjává választotta, de ezen kívül tagja volt igen sok bel- és külföldi egyesületnek és az országos közoktatási tanácsnak is. 1882-ben nyugalomba vonult és ezután a képviselőháznak is tagja volt egy ideig. Ebben az évben kapott nemesi címet, így lett Cserkúti. Halála előtt pár évvel (77 éves korában) beutazta Nyugat- és Észak-Afrikát. Úti élményeit a Budapesti Szemlében „Három hónap Afrikában” cím alatt tette közzé. Magyar nyelvű munkáiban előbb a feltétlen purizmusnak volt híve és csak később, mikor belátta, hogy a Bugát-Irinyi-féle helytelen műszavak legnagyobb része nem egyezik meg a magyar nyelv szellemével, alkalmazta az internacionális elnevezéseket. Nendtvich félszázados munkássága alatt sok tanítványt nevelt s a kezdet nehézségeitől vissza nem riadva, tudományos életünknek lelkes szereplője volt.

## Önálló művei
- Grundriss der Stöchiometrie (1839);
- Az életműtlen műipari vegytan alapismeretei (1845);
- Magyarország legjelesebb kőszéntelepei (1851);
- Grundriss der allgemeinen technischen Chemie (1854-58, 1859),
- A vegytan elemei, Regnault nyomán (1854, 2. kiad. 1865);
- Amerikai utazáson (1858);
- A vegytan alapelvei a tudomány újabb nézetei szerint (1872);
- Frivaldszky Imre életrajza (1872);
- Kubinyi Ferenc és Ágost életrajza (1875);
- A Beregmegyében levő Bilásoviczi Irma forrás ásványvizének vegyelemzése (1885);
- A vámfalusi és turvékonyi ásványvizek vegyelemzése (1885);
- Magyarország ásványvizei (1885).

Ezenkívül számos dolgozatot tett közzé a hazai aszfaltok, mészkövek, kőszenek, meteorkövek és ásványvizek elemzéseiről.

## Díjai, elismerései
- Pécs díszpolgára (1882)[4]
- Vaskorona-rend III. fokozata[4]